# Arestin
Arestini su mala familija proteina koja učestvuje u regulaciji prenosa signala.

## Funkcija
Arestini su prvobitno otkriveni kao deo konzerviranog dvostepenog mehanizma za regulaciju aktivnosti G protein-spregnutih receptora (GPCR) u vidnom rodopsinskom sistemu od strane Hermana Kuna i njegovih saradnika, i u β-adrenergičkom sistemu od strane Martina Lohsea i saradnika. U responsu na stimulus, GPCR receptori aktiviraju heterotrimerne G proteine. Da bi se isključio ovaj respons, ili adaptirao u perzistentni stimulus, aktivirani receptori moraju biti utišani. Prvi stepen je fosforilacija putem klase serin/treonin kinaza zvanih G-protein spregnute receptorske kinaze (GRK). GRK fosforilacija specifično priprema aktivirani receptor za vezivanje arestina. Arestinsko vezivanje za receptor blokira dalju G protein-spregnutu signalizaciju, predodređuje receptor za internalizaciju, i preusmerava signalizaciju ka alternativnim G protein-nezavisnim putevima. Sem GPCR receptora, arestini se vezuju za druge klase receptora na ćelijskoj površini i niz drugih signalnih proteina.

## Podtipovi
Sisari izražavaju četiri podtipa arestina, i za svaki od njih je poznat pod više naziva. Sistemska imena arestina (1-4) plus dodatni nazivi u najširoj upotrebi za svaki arestinski podtip su navedeni ispod:
- Arestin-1 je originalno bio identifikovan kao S-antigen (SAG) koji izaziva uveitis (autoimunsku bolest oka). Zatim je bio nezavisno opisan kao 48 kDa protein koji se vezuje za svetlošću-aktivirani fosforilisani rodopsin pre nego što je postalo jasno da su ta dva proteina ista. Kasnije je bio preimenovan u vizuelni arestin, ali kad je još jedan za kupe specifični vizuelni podtip bio kloniran termin arestin štapića (engl. rod arrestin) je formiran. To se takođe pokazalo neprikladnim imenom: arestin-1 je izražen u komparativno visokim nivoima u štapićima i kupama fotoreceptorskih ćelija.
- Arestin-2 je bio privi klonirani ne-vizuelni arestin. On je nazvan β-arestin jednostavno zato što između dva G protein-spregnuta receptora dostupna u prečišćenom obliku u to vreme, rodopsina i β2-adrenergičkog receptora, on je pokazivao sklonost ka drugom.
- Arestin-3 je drugi klonirani ne-vizuelni arestin. On je prvobitno bio nazvan β-arestin-2 (retroaktivno menjajući ime β-arestina u β-arestin-1), mada je već u to vreme bilo jasno da ne-vizuelni arestini interaguju sa stotinama različitih GPCR receptora, a ne samo sa β2-adrenergičkim receptorom. Sistematska imena, arestin-2 i arestin-3, respektivno, su naknadno predložena.
- Arestin-4 su klonirale dve grupe i nazvale ga arestin kupa, po tipu fotoreceptora koji ga izražava, i X-arestin, po hromozomu gde njegov gen počiva. U HUGO bazi podataka njegov gen se zove arestin-3.

## Struktura
Arestini su izduženi molekuli, u kojima nekoliko intra-molekulskih interakcija održava relativnu orijentaciju dva domena. U nestimulisanoj ćelija arestini su locirani u citoplazmi u njihovoj “neaktivnoj” konformaciji. Aktivni fosforilisani GPCR receptor regrutuje arestin na membranu plazme. Vezivanje za receptor indukuje globalnu konformacionu promenu koja obuhvata pomeranje dva domena arestina i oslobađanje njegovog C-terminusa koji sadrži klatrin i AP2 mesto vezivanja. Povećana dostupnost ovih mesta na receptor-vezanom arestinu usmerava arestin-receptor kompleks ka klatrinskoj obloženoj jami. Arestini takođe vezuju mikrotubule (deo ćelijskog “skeletona”), gde oni poprimaju još jednu konformaciju. Za mikrotubule-vezani arestini regrutuju određene proteine na citoskeleton, što utiče na njihovu aktivnost i/ili preusmerava je na proteine vezana za mikrotubule.
| Arestin (ili S-antigen), N-terminalni domen | Arestin (ili S-antigen), N-terminalni domen |
| --- | ------------------------------------------- |
| |                                             |
| Struktura arestina spoljašnjih segmenta goveđeg štapića. |                                             |
| Идентификатори |                                             |
| Симбол | Arrestin_N                                  |
| Пфам | PF00339                                     |
| Пфам клан | CL0135                                      |
| ИнтерПро | IPR011021                                   |
| ПРОСИТЕ | PDOC00267                                   |
| СКОП | 1cf1                                        |
| \| Доступне ПДБ структуре: \| Доступне ПДБ структуре: \| \| 1ayr , 1cf1 , 1g4m , 1g4r , 1jsy , 1zsh \| 1ayr , 1cf1 , 1g4m , 1g4r , 1jsy , 1zsh \| \| --------------------------------------- \| --------------------------------------- \| |                                             |
| Доступне ПДБ структуре: |                                             |
| 1ayr , 1cf1 , 1g4m , 1g4r , 1jsy , 1zsh |                                             |

| Доступне ПДБ структуре:                 | Доступне ПДБ структуре:                 |
| 1ayr , 1cf1 , 1g4m , 1g4r , 1jsy , 1zsh | 1ayr , 1cf1 , 1g4m , 1g4r , 1jsy , 1zsh |
| --------------------------------------- | --------------------------------------- |

| Arestin (ili S-antigen), C-terminalni domen                                                        | Arestin (ili S-antigen), C-terminalni domen |
| -------------------------------------------------------------------------------------------------- | ------------------------------------------- |
| Struktura goveđeg beta-arestina.                                                                   |                                             |
| Identifikatori                                                                                     |                                             |
| Simbol                                                                                             | Arrestin_C                                  |
| Pfam                                                                                               | PF02752                                     |
| Pfam klan                                                                                          | CL0135                                      |
| InterPro                                                                                           | IPR011022                                   |
| SCOP                                                                                               | 1cf1                                        |
| SUPERFAMILY                                                                                        | 1cf1                                        |
| Dostupne proteinske strukture: Pfam structures PDB RCSB PDB ; PDBe ; PDBj PDBsum structure summary |                                             |
| Dostupne proteinske strukture:                                                                     |                                             |
| Pfam                                                                                               | structures                                  |
| PDB                                                                                                | RCSB PDB; PDBe; PDBj                        |
| PDBsum                                                                                             | structure summary                           |

| Dostupne proteinske strukture: | Dostupne proteinske strukture: |
| ------------------------------ | ------------------------------ |
| Pfam                           | structures                     |
| PDB                            | RCSB PDB; PDBe; PDBj           |
| PDBsum                         | structure summary              |

## Literatura
1. 1 2  : 1CF1; Hirsch JA, Schubert C, Gurevich VV, Sigler PB (1999). „The 2.8 A crystal structure of visual arrestin: a model for arrestin's regulation”. Cell. 97 (2): 257—69. PMID 10219246. doi:10.1016/S0092-8674(00)80735-7.
2. ↑  Moore CA, Milano SK, Benovic JL (2007). „Regulation of receptor trafficking by GRKs and arrestins”. Annu. Rev. Physiol. 69: 451—82. PMID 17037978. doi:10.1146/annurev.physiol.69.022405.154712.
3. ↑  Lefkowitz RJ, Shenoy SK (2005). „Transduction of receptor signals by beta-arrestins”. Science (journal). 308 (5721): 512—7. PMID 15845844. doi:10.1126/science.1109237.
4. ↑  Wilden U, Hall SW, Kühn H (1986). „Phosphodiesterase activation by photoexcited rhodopsin is quenched when rhodopsin is phosphorylated and binds the intrinsic 48-kDa protein of rod outer segments”. Proc Natl Acad Sci USA. 83 (5): 1174—1178. PMC 323037 . PMID 3006038. doi:10.1073/pnas.83.5.1174.
5. ↑  Lohse MJ, Benovic JL, Codina J, Caron MG, Lefkowitz RJ (1990). „β-Arrestin: a protein that regulates β-adrenergic receptor function”. Science. 248 (4962): 1547—1550. PMID 2163110. doi:10.1126/science.2163110.
6. ↑  Gurevich VV, Gurevich EV (2006). „The structural basis of arrestin-mediated regulation of G-protein-coupled receptors”. Pharmacol. Ther. 110 (3): 465—502. PMC 2562282 . PMID 16460808. doi:10.1016/j.pharmthera.2005.09.008.
7. ↑  Gurevich VV, Gurevich EV (2004). „The molecular acrobatics of arrestin activation”. Trends Pharmacol. Sci. 25 (2): 105—11. PMID 15102497. doi:10.1016/j.tips.2003.12.008.
8. ↑  Han M, Gurevich VV, Vishnivetskiy SA, Sigler PB, Schubert C (2001). „Crystal structure of beta-arrestin at 1.9 A: possible mechanism of receptor binding and membrane Translocation”. Structure. 9 (9): 869—80. PMID 11566136. doi:10.1016/S0969-2126(01)00644-X.

## Spoljašnje veze
- Arrestin на 